# Rote Raketen
Rote Raketen war eine Agitprop-Truppe der 1920er Jahre.
Die Roten Raketen gründeten sich im Herbst 1927 anlässlich eines Pressefestes der Roten Fahne, des Zentralorgans der KPD, und waren in der Folge organisatorisch eng mit dem Roten Frontkämpferbund (RFB) verbunden. Sie traten mit Klavierbegleitung oder mit einer Jazzkapelle mit teilweise im Kollektiv verfassten Liedern auf und reisten erst mit der Reichsbahn zu ihren Auftritten, später mit einem Lkw, den sie auch vor Ort als Bühne nutzten. Bekannte Lieder der Gruppe waren der Niggersong und das Gaslied von Max Jensen, letzteres ein Protestlied gegen die Wiederaufrüstung anlässlich des Hamburger Phosgenunglücks, 1928. Zahlreiche Plattenaufnahmen entstanden, teils auch mit Liedern der russischen Revolution.
Nach dem Blutmai 1929 und dem folgenden Verbot des Roten Frontkämpferbundes wurden auch Musikinstrumente, Texte und der Lkw der „Roten Raketen“ beschlagnahmt. Die Gruppe setzte, mit zum Teil neuen Mitgliedern, ihre Agitprop-Arbeit fort, jetzt unter dem Namen „Sturmtrupp Alarm“ und vor allem mit dem Ziel, die Kampagne zur Aufhebung des Verbots des Roten Frontkämpferbundes zu unterstützen.